# Нестерова, Елена Васильевна
Еле́на Васи́льевна Не́стерова (13 июня 1938 — 14 августа 1986) — русская советская поэтесса.

## Биография
Родилась в Ростове-на-Дону 13 июня 1938 года.
Окончив в 1955 году десятилетку, поступает в Ленинградский институт культуры и успешно оканчивает его в 1959 году. Затем работает методистом в Ростовской областной научной библиотеке имени К. Маркса.
Начинает писать стихи, в 1960 году их публикует журнал «Дон». Эти и другие стихи вошли в вышедший в Ростиздате первый её сборник «Вёсла».
В 1964 году Нестерова вступает в ряды КПСС.
Решив набраться жизненного опыта, Нестерова приходит в экипаж теплохода «Иван Франко» и участвует в рейсах к берегам далёких стран. Как пишет известный ростовский поэт Николай Скрёбов, в этих странствиях «нелёгкого труда было больше, чем романтики».
Вернувшись в родной город, опять устраивается методистом в областную библиотеку, где работает далее на разных должностях; некоторое время также преподаёт в Ростовском культпросветучилище.
Всё это время Елена Нестерова пишет стихи, публикая их коллективных сборниках и журналах, в том числе «Огонёк», «Юность», «Москва», «Смена», «Советская женщина», «Дон». Однако второй полновесный сборник стихов «Второе слово» ей удаётся выпустить только в 1975 году. За него в 1976 году Нестерову принимают в Союз писателей СССР.
В 1979 году Нестерова была утверждена руководителем областного молодёжного литературного творческого объединения «Дон». Она помогла очень многим донским поэтам. Достаточно сказать, что в деятельности объединения участвовали Георгий Булатов, Геннадий Жуков, Игорь Бондаревский, Виталий Калашников, Александр Брунько. Также она была первой ведущей праздника «Пушкин и древности», организованного в музее-заповеднике «Танаис» при содействии его директора В. Ф Чеснока и проводящегося до сих пор.
В это время Ростиздат выпускает её книги «Апрельская буря» (1979) и «Апрельская буря» (1982), а московское издательство «Современник» сборник стихов «След волны» (1984).
Главная тема стихов Нестеровой — внутренний мир современной женщины. Также написала много стихов об Атоммаше и поэму «Алёна Арзамасская».
В 1986 году при подготовке к печати сборника «Монолог женщины» у Нестеровой возник конфликт с редактором. По утверждению ростовских поэтов Николая Скрёбова и Любови Волошиновой, это было для неё тяжёлым ударом. 14 августа 1986 года Елена Васильевна Нестерова погибла при неясных обстоятельствах.

## Награды и почётные звания
- Орден «Знак Почёта» (1976)

## Увековечение памяти
- В 2008 году в Ростове-на-Дону в издательстве «Странник» вышел сборник «Венок Елене», посвящённый 70-летию со дня рождения поэтессы. В него вошли ранее не публиковавшиеся стихи Нестеровой, а также стихотворные посвящения ей и воспоминания её друзей и учеников.

## Книги
- Весла. — Ростов н/Д.: Кн. изд-во, 1964. — 47 с. — 3000 экз.
- [Стихи]. — Ростов н/Д.: Кн. изд-во, 1968. — 23 с. — (Поэзия Дона). — 3000 экз.
- Второе слово. — Ростов н/Д.: Кн. изд-во, 1975. — 39 с. — 5500 экз.
- Апрельская буря: Лирика. — Ростов н/Д.: Кн. изд-во, 1979. — 109 с. — 5000 экз.
- Рассветные окна: Стихи и поэма [«Алёна Арзамасская»]. — Ростов н/Д.: Кн. изд-во, 1982. — 79 с. — 5000 экз.
- След волны. — М.: Современник, 1983. — 78 с. — (Новинки «Современника»). — 10 000 экз.
- Монолог женщины. — Ростов н/Д.: Кн. изд-во, 1987. — 190 с. — 5000 экз.
- До последнего вздоха. — Ростов н/Д.: Кн. изд-во, 1992.